# جکی زوچ
جکی زوچ (انگلیسی: Jackie Zoch؛ زادهٔ june ۸, ۱۹۴۹ (۷۵ سال)) ورزشکار روئینگ اهل ایالات متحده آمریکا است.
وی در مسابقات کشوری و بین‌المللی در مجموع برندهٔ ۱ مدال برنز شده‌است.